# フェルナンド・メイレレス
フェルナンド・フェレイラ・メイレレス/フェルナンド・メイレリス（1955年11月9日 - ）は、ブラジルのサンパウロ出身の映画監督。

## 経歴
サンパウロ大学で建築を学んでいたが映画制作に興味を持つようになり、仲間達と短編映画を作り始める。テレビ局で働いた後、自分のプロダクション・カンパニーを立ち上げ、本格的に映画制作に携わるようになる。
特に2002年に制作した、リオデジャネイロのファヴェーラ（スラム）の子供達の抗争を描いた『シティ・オブ・ゴッド』は世界中で高く評価され、アカデミー監督賞をはじめ、4部門にノミネートされた。
2005年にはジョン・ル・カレの原作を基に『ナイロビの蜂』を監督。この映画でレイチェル・ワイズはアカデミー助演女優賞とゴールデングローブ賞の助演女優賞を受賞した。
2008年にはポルトガルのノーベル文学賞作家・ジョゼ・サラマーゴの『白の闇』を原作に、ジュリアン・ムーアやマーク・ラファロ、伊勢谷友介、木村佳乃等、日米の豪華俳優が出演した日伯加合作『ブラインドネス』を監督。作品は第61回カンヌ国際映画祭コンペティション部門にオープニング作品として選出され、パルム・ドールを競った。
2016年、リオデジャネイロオリンピックの開会式の演出を手がけた。

## 主な監督作品
- 『シティ・オブ・ゴッド』Cidade de Deus (2002)
- 『ナイロビの蜂』The Constant Gardener (2005)
- 『ブラインドネス』Blindness (2008)
- 『360』360 (2011)
- 『リオ、アイラブユー（英語版）』Rio, I Love You (2014／アンソロジー映画) DVDスルー
- 『2人のローマ教皇』The Two Popes (2019)